# Emiliano Zapata, Chicontepec
Emiliano Zapata är en ort i Mexiko.   Den ligger i kommunen Chicontepec och delstaten Veracruz, i den sydöstra delen av landet, 220 km nordost om huvudstaden Mexico City. Emiliano Zapata ligger 151 meter över havet och antalet invånare är 138.
Terrängen runt Emiliano Zapata är platt. Runt Emiliano Zapata är det ganska tätbefolkat, med 83 invånare per kvadratkilometer. Närmaste större samhälle är Chicontepec de Tejada, 18,9 km sydväst om Emiliano Zapata. Trakten runt Emiliano Zapata består till största delen av jordbruksmark.